# Адам Король
У Вікіпедії є статті про інших людей з прізвищем Король
Адам Марек Король  (пол. Adam Marek Korol, 20 серпня 1974) — польський веслувальник, олімпійський чемпіон.

## Виступи на Олімпіадах
| Олімпіада    | Дисципліна     | Місце |
| ------------ | -------------- | ----- |
| Атланта 1996 | двійка парна   | 13    |
| Сідней 2000  | двійка парна   | 6     |
| Афіни 2004   | четвірка парна | 4     |
| Пекін 2008   | четвірка парна | 1     |